# Ставропольское суворовское военное училище
Ставропольское суворовское военное училище — военное образовательное учреждение, располагавшееся в городе Ставрополе в период с 1943 по 1962 годы.

## История
- 1 декабря 1943 года 500 воспитанников созданного Суворовского военного училища приступили к занятиям. Училищу выделили лучшее из уцелевших зданий, где до революции располагалась мужская гимназия (сейчас там находится штаб 49 Армии).
- В 1948 году состоялся первый выпуск училища, из 47 человек — 10 золотых и 1 серебряный медалист.

## Деятельность
За годы существования училища было сделано 15 выпусков. Из стен училища вышли 975 воспитанников, из которых 206 человек окончили его с медалями (87 — с золотой и 119 — с серебряной).
В 2008 году отмечалось 65-летие Ставропольского СВУ.

### Начальники училища
- 1943—1946 — Г. Т. Зуев;
- А. А. Куценко;
- М. Н. Клешнин;
- 1951—1953 — Д. К. Мальков (Герой Советского Союза);
- В. В. Ершов;
- 1957—1961 — Л. Н. Лозанович;
- А. В. Соколов.

### Выпускники училища
- Андриенко Анатолий Леонтьевич — генерал-лейтенант.
- Бзаев Юрий Ибрагимович — генерал-майор ФСБ РФ (учился в СпСВУ, но не окончил его).
- Вовк Владислав Степанович — генерал-майор.
- Глазков Юрий Николаевич — лётчик-космонавт СССР, Герой Советского Союза.
- Горбунов Игорь Николаевич — генерал-майор.
- Гудков Олег Васильевич — лётчик-испытатель, Герой Советского Союза.
- Зинченко, Олег Владимирович — генерал-лейтенант.
- Пропащев Геннадий Николаевич — генерал-майор.
- Степанов Борис Сергеевич — генерал-майор.
- Шевченко Леонид Филиппович — генерал-лейтенант.